# Squirrel fishing
Squirrel fishing (egernfiskeri) er en sport, hvor man skal "fange" egern og forsøge at løfte dem op i luften ved brug af en nød (helst en peanut) bundet fast på en snor eller fiskeline, og eventuelt ved brug af en fiskestang.
Der har været en del debat om, hvor squirrel fishing stammer fra. Det blev udbredt af Nicholas Middleton og Zmira Zilkha under deres tid på Middlebury College Italian Language School, af Nikolas Gloy og Yasuhiro Endo på Division of Engineering and Applied Sciences på Harvard University, og af Berkeley Squirrel Fisher's Club (BSF), en officiel studenterforening på University of California, Berkeley, der blev beskrevet i en campus-avis. I 2009 havde Ohio State University også en egernfiskeri-forening. Michigan State University fik en lignende foreningen i 2015.
Squirrel fishing er foregået mindst tilbage til 1889 i USA.